# Kemal Yamak
M. Kemal Yamak (* 1924 in Amasya, Provinz Amasya; † 26. Juli 2009) war ein türkischer General, der unter anderem von 1987 bis 1989 Oberkommandierender des Heeres (Türk Kara Kuvvetleri) war.

## Leben
Yamak trat nach dem Besuch der Kadettenanstalt (Işıklar Askeri Lisesi) von Bursa 1943 in die Militärschule (Harp Okulu) ein, die er 1945 als Fähnrich (Asteğmen) abschloss. Zwei Jahre später absolvierte er 1947 eine weitere Ausbildung an der Heeresartillerieschule (Topçu Sınıf Okulu) und war im Anschluss Zugführer sowie Batteriechef in verschiedenen Artillerieeinheiten. 1958  schloss er seine Ausbildung zum Stabsoffizier an der Heeresakademie (Kara Harp Akademisi) ab und fand daraufhin zahlreiche Verwendungen als Offizier und Stabsoffizier in verschiedenen Militäreinheiten wie zum Beispiel auch in Afghanistan.
1971 wurde Yamak zum Brigadegeneral (Tuğgeneral) befördert und übernahm als Nachfolger von Cihat Akyol bis zu seiner Ablösung durch Sabri Yirmibeşoğlu die Funktion als Leiter der Abteilung für Spezialkriegsführung im Generalstab der Türkei sowie 1973 als Kommandeur der in Keşan stationierten 4. Mechanisierten Infanteriebrigade. Nach seiner Beförderung zum Generalmajor (Tümgeneral) wurde er 1975 Befehlshaber der 28. Infanterie-Division, 1976 Leiter der Operationsabteilung im Oberkommando des Heeres, 1977 Befehlshaber des 3. Wehrbezirks sowie 1978 Befehlshaber des Territorialen Regionalkommandos Ost.
1979 erfolgte die Beförderung von Yamak zum Generalleutnant (Korgeneral) sowie die Ernennung zum Oberbefehlshaber der Truppenverbände in Zypern KTBK (Kıbrıs Türk Barış Kuvvetleri). Danach war er Kommandierender General des VII. Korps sowie seit dem 22. August 1982 als Nachfolger von General Mehmet Buyruk Chef des Stabes des Oberkommandos des Heeres. In dieser Verwendung wurde er 1984 zum General (Orgeneral) befördert und schließlich am 15. August 1985 von General Nazif Oka als Heeresstabschef abgelöst.
Am 30. August 1985 wurde General Yamak Nachfolger von General İsmail Hakkı Akansel als Oberbefehlshaber der Ägäis-Armee (Ege Ordusu) und übte diese Funktion bis zu seiner Ablösung durch General Muhittin Fisunoğlu am 24. Juli 1987 aus. Zuletzt wurde er am 24. Juli 1987 Oberkommandierender des Heeres (Türk Kara Kuvvetleri) und damit Nachfolger von General Necip Torumtay, der wiederum Chef des Generalstabes der Streitkräfte wurde. Das Amt des Oberkommandierenden des Heeres übte Yamak bis zum Erreichen der Altersgrenze am 1. September 1989 und dem damit verbundenen Eintritt in den Ruhestand aus. Sein Nachfolger wurde im Anschluss General Doğan Güreş, der bisherige Oberbefehlshaber der 1. Armee.
Unmittelbar nach seinem Ausscheiden aus dem aktiven Militärdienst wurde Yamak Chefberater von Ministerpräsident Turgut Özal. Nach der Wahl Özals zum Staatspräsidenten wurde Yamak am 9. November 1989 Generalsekretär des Präsidialamtes (Türkiye Cumhurbaşkanlığı genel sekreterleri) und als solcher Nachfolger von Sedat Güneral. Das Amt des Generalsekretärs des Präsidialamtes bekleidete er bis zum Tode Özals am 17. April 1993. 
Yamak war verheiratet und Vater dreier Kinder.